# Школе живих традиција
Школе живих традиција су образовне институције на Филипинима посвећене аутохтоној уметности, занатима и другим традицијама.
Национална комисија за културу и уметност под вођством Фелипеа М. де Леона, Јр, покренула је свој програм Школе живих традиција 1995. године. Комисија подржава Школе као део мандата УНЕСКО-а за очување живих традиција аутохтоних народа. Ове Школе су центри учења којима управља заједница на челу са мајсторима и стручњацима који подучавају младе у знању или вештинама о одређеној уметности, занату и традицији. Извођење наставе у Школама живих традиција је често неформално, усмено и са практичним демонстрацијама. Тренутно се одржава 28 Школа широм Филипина.

## УНЕСКО
Школе живих традиција су 2021. године уврштене у Регистар добрих пракси заштите под Унесковом Листом нематеријалног културног наслеђа. Уврштавање на листу УНЕСКО-а препознаје напоре Школа да заштите традиционално и културно знање и праксу од потенцијалних негативних ефеката модернизације.
Програм Школе живих традиција укључује неформалне центре за учење којима управља заједница, где практичари могу да пренесу знање својих заједница, нематеријално културно наслеђе, вештине и вредности млађим генерацијама. Идентификовање приоритета за заштиту водили су старешине, вође и други чланови заједница кроз низ консултација. У том процесу, национална комисија је пружила помоћ у изградњи капацитета за мобилизацију логистике и других ресурса потребних за успостављање центара за учење. Програм Школа има за циљ развој, имплементацију и евалуацију мера заснованих на заједници за заштиту виталног традиционалног културног знања и праксе од потенцијалних негативних ефеката модернизације. Национална комисија је 2015. године покренула унапређење програма. Ово подразумева имплементацију петогодишњих програма развоја заједнице специфичних за локацију како би се подржало преношење и одрживост нематеријалног културног наслеђа у партнерству са локалним заједницама и организацијама.

## Списак школа живих традиција
- Школа Језеро Себу учи Т'налак ткању, иТ'боли музици и плесу локалну децу.[8]